# Gajówka (ptak)
Gajówka, pokrzewka ogrodowa (Sylvia borin) – gatunek małego ptaka wędrownego z rodziny pokrzewek (Sylviidae). Występuje od Europy po środkową Syberię, zimuje w Afryce Subsaharyjskiej. Bardzo liczny, nie jest zagrożony.

## Systematyka
Wyróżnia się dwa podgatunki S. borin:
- Sylvia borin borin (Boddaert, 1783) – zachodnia, środkowa i północna Europa.
- Sylvia borin woodwardi (Sharpe, 1877) – Polska i Ukraina do środkowej Syberii.

Proponowane podgatunki kreczmeri (opisany z Polski) i pateffi (z Bułgarii) zostały uznane za synonimy, odpowiednio, podgatunku nominatywnego i S. b. woodwardi.

## Występowanie
To jeden z 14 gatunków pokrzewek zamieszkujących większość Europy (poza północnymi i południowymi krańcami) oraz zachodnią Azję (zachodnia Syberia i Kaukaz). Nie występuje jednak w krajach śródziemnomorskich i na dalekiej północy. To ptak wędrowny na dalekie odległości – zimuje w Afryce Subsaharyjskiej. Aby wytrwać swój nieprzerwany lot przez Morze Śródziemne i Saharę, gromadzą zapasy tłuszczu do 30% normalnej masy ciała. Przylot w maju i odloty od sierpnia do września. Podgatunek S. b. borin swoje lęgowiska ma w środkowej, zachodniej i północnej Europie, a S. b. woodwardi od Finlandii i środkowej Polski na wschód aż po środkową Syberię, oraz na południe po Bałkany, północną Turcję i Kaukaz.
W Polsce liczny ptak lęgowy. Występuje w całym kraju, najliczniej w lasach liściastych w północnej części, w górach do wysokości 1300 m n.p.m. Spotykane tu są oba podgatunki.

## Charakterystyka

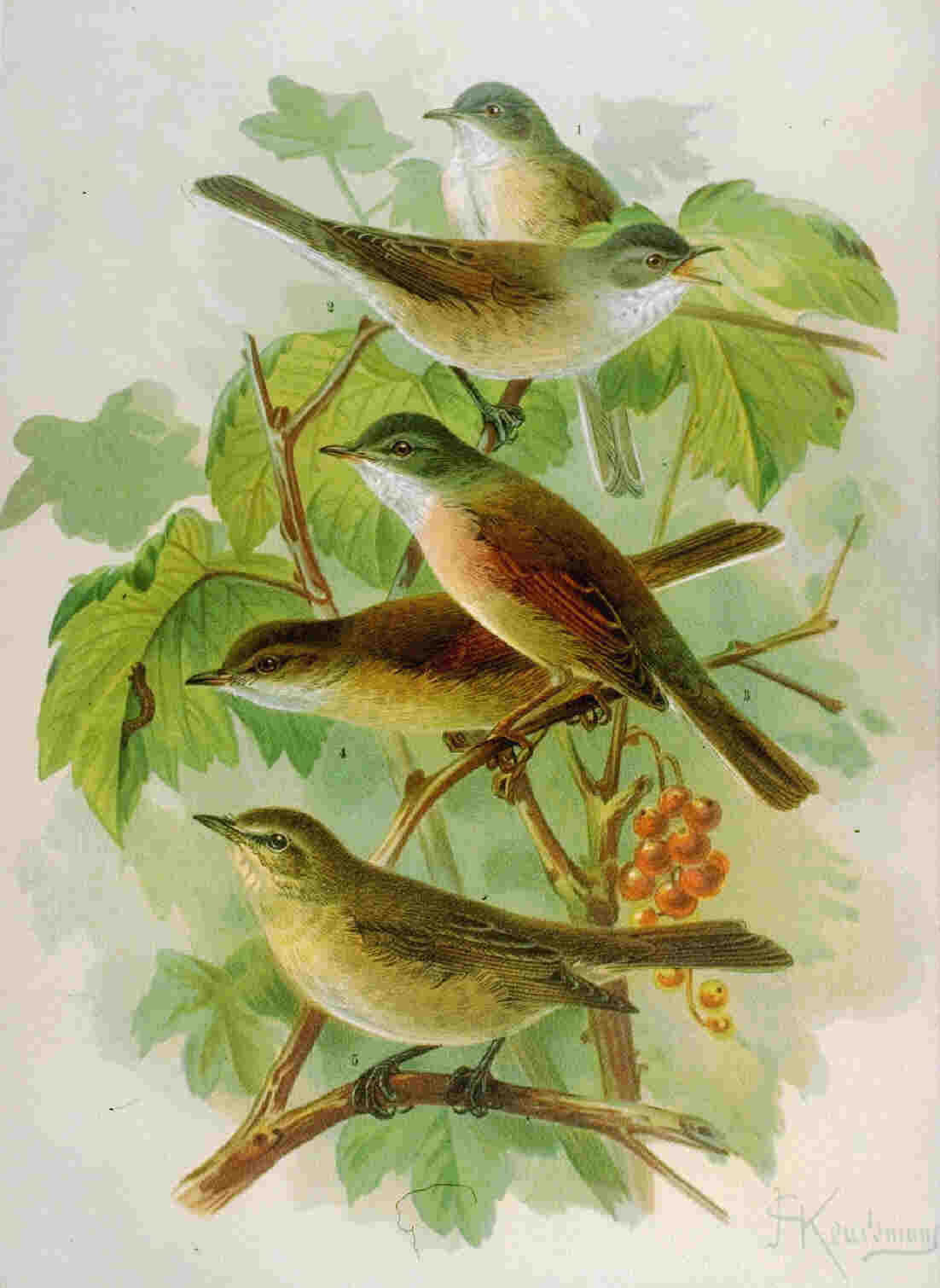
Porównanie pokrzewek – piegża (od góry), cierniówka (w środku) i gajówka (na dole)

### Cechy gatunku
Ptak o krępej sylwetce, okrągłej głowie i grubym dziobie. Obie płci ubarwione jednakowo, skromnie. Niepozorne upierzenie wynika z tego, że w gęstym podszycie i podroście nie ma ono znaczenia sygnalizacyjnego, a ptaki między sobą komunikują się za pomocą śpiewu. Wierzch jednolicie szarobrązowy, lekko oliwkowy, o mysim odcieniu, spód jasnobeżowy, z białym brzuchem, płowymi bokami i pokrywami podogonowymi. Na bokach szyi widać popielatą plamę. Skrzydła brązowe, ciemniejsze od grzbietu. Ogon też szarobrązowy. Oczy ciemnobrązowe z jasną obwódką, słabo zaznaczoną brwią. Dziób jest długi i szydłowaty (choć dość tępy), co świadczy o sposobie pobierania pokarmu. Ma podobny kolor co nogi – łupkowoszary. Młode i dorosłe ptaki nie różnią się znacznie ubarwieniem – młode ptaki mają brązowy wierzch i żółtobrązowy spód ciała, bez wyraźnego rozjaśnienia na podgardlu.
Rozmiarami porównywalna do smukłego wróbla. Nieczęsto można ją zauważyć – prowadzi skryty tryb życia w gęstym listowiu. Lot gajówki nie jest charakterystyczny dla tego gatunku.

### Głos
Swoją obecność gajówka zdradza melodyjnym, głośnym i urozmaiconym śpiewem samca z wieloma fletowymi i szczebiotliwymi tonami w prawie tej samej tonacji. W przeciwieństwie do kapturki nie wydaje głośnych, fletowych tonów. W ukryciu oznajmia konkurentom, że dany teren jest zajęty. Już w starożytności hodowcy ptaków uznawali trel gajówki wraz z kapturką za drugi najpiękniejszy słyszany w Europie zaraz po słowiku rdzawym. Ostatnie frazy melodii nie są tak dźwięczne. Fragmenty barwą śpiewu mogą przypominać odgłosy kosa. Głos wabiący przypomina „czek czek”, „tek tek”, a ostrzegawczy „wed wed”. Ptaka można usłyszeć w czasie całego okresu lęgowego.

### Wymiary średnie
- długość ciała ok. 14 cm[9]
- rozpiętość skrzydeł 20–24 cm[9]
- masa ciała 16–22 g[9]

## Biotop
Wilgotne lasy łęgowe i olsy od nizin po tereny górskie do granicy lasu. Także inne liściaste i mieszane oraz ich obrzeża z obfitym podszytem, warstwą wrzosów, zrębami, nad strumieniami, zagajniki, zadrzewienia śródpolne, liściaste młodniki, doliny rzek, okolice stawów i parki wiejskie. Omija parki w miastach, rzadko można ją spotkać w zdziczałych ogrodach. Najchętniej przebywa w gęstych krzaczastych zaroślach, które opuszcza dość rzadko. Na obszary górskie dociera przeważnie wzdłuż dolin rzek i większych potoków. W dogodnych siedliskach jest jednym z najpospolitszych przedstawicieli wróblowatych.

## Okres lęgowy

### Toki
Terytorium lęgowe gajówki jest małe. Sięga ono 50 m wokół gniazda. Samiec może śpiewać w różnych miejscach w obrębie swojego rewiru.

### Gniazdo
Budowa gniazda zaczyna się wkrótce po przylocie obojga partnerów. Na wysokości 30–80 cm nad ziemią w bocznych gęsto rosnących gałązkach niskiego krzewu, w gęsto porośniętych bylinach o twardych łodygach, w miejscu dobrze nasłonecznionym, bardzo dobrze ukryte w trawie i roślinności zielnej, choć o bardzo luźnej konstrukcji (takiej, że czasem dziwi, że jest w stanie utrzymać jaja i pisklęta). Podstawę gniazda stanowi cienka warstwa poprzeplatanych łodyżek traw i mocnych korzeni, a wyściółka nie stanowi solidnego zabezpieczenia. Suche źdźbła traw znajdują się w zewnętrznej warstwie, bardziej wewnątrz znajdują się bardziej miękkie trawy i włosie. Czasem lęgnie się w maliniakach i zaroślach jeżynowych. Gniazdo jest budowane przez samicę.

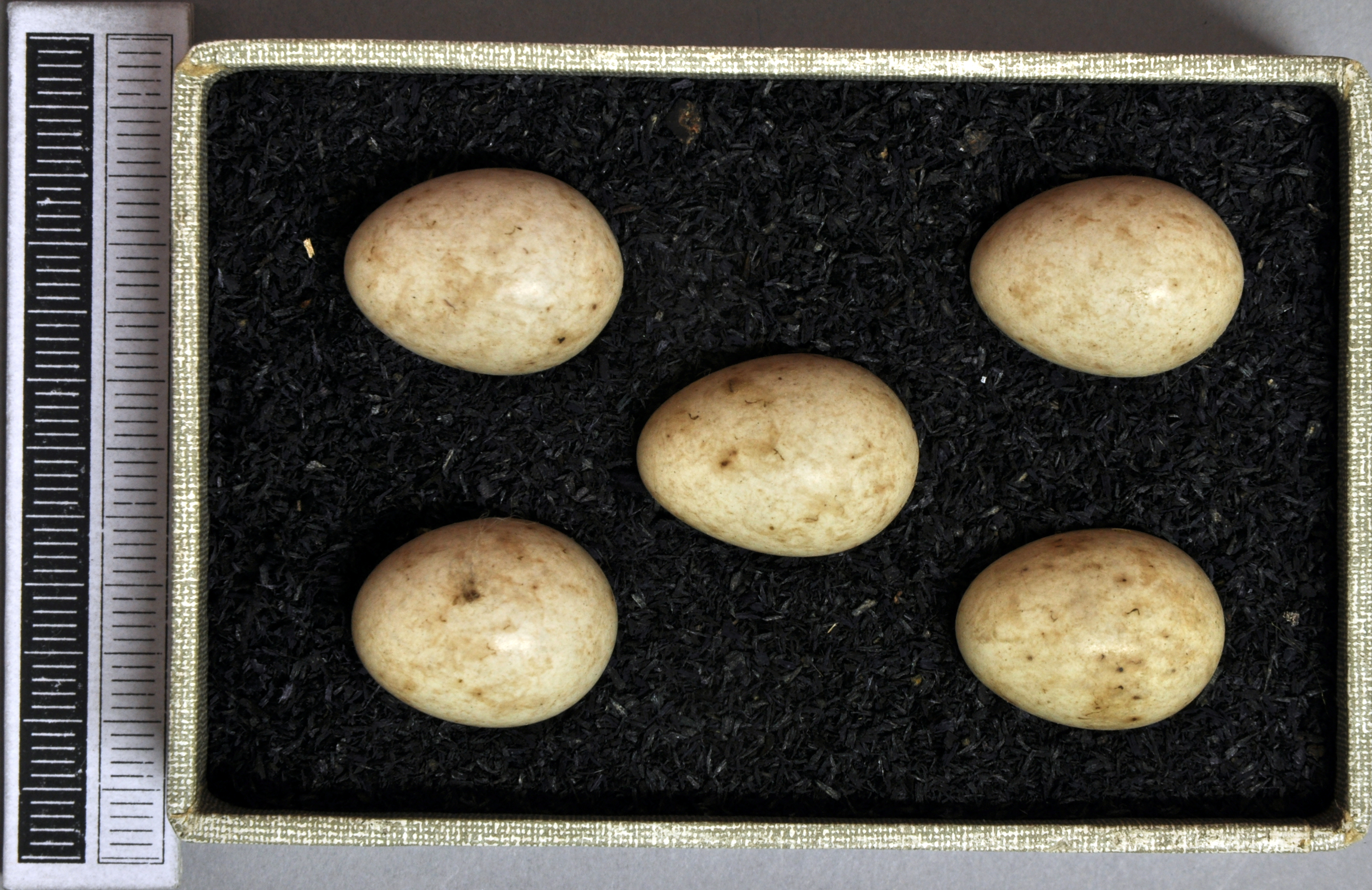
Jaja z kolekcji muzealnej

### Jaja
Od maja do lipca składa 4–6 jaj o średnich wymiarach 20×14 mm, brązowobiałych lub żółtawych z zielonkawymi plamkami. W ciągu roku wyprowadza zwykle jeden lęg, rzadko dwa.

### Wysiadywanie i pisklęta

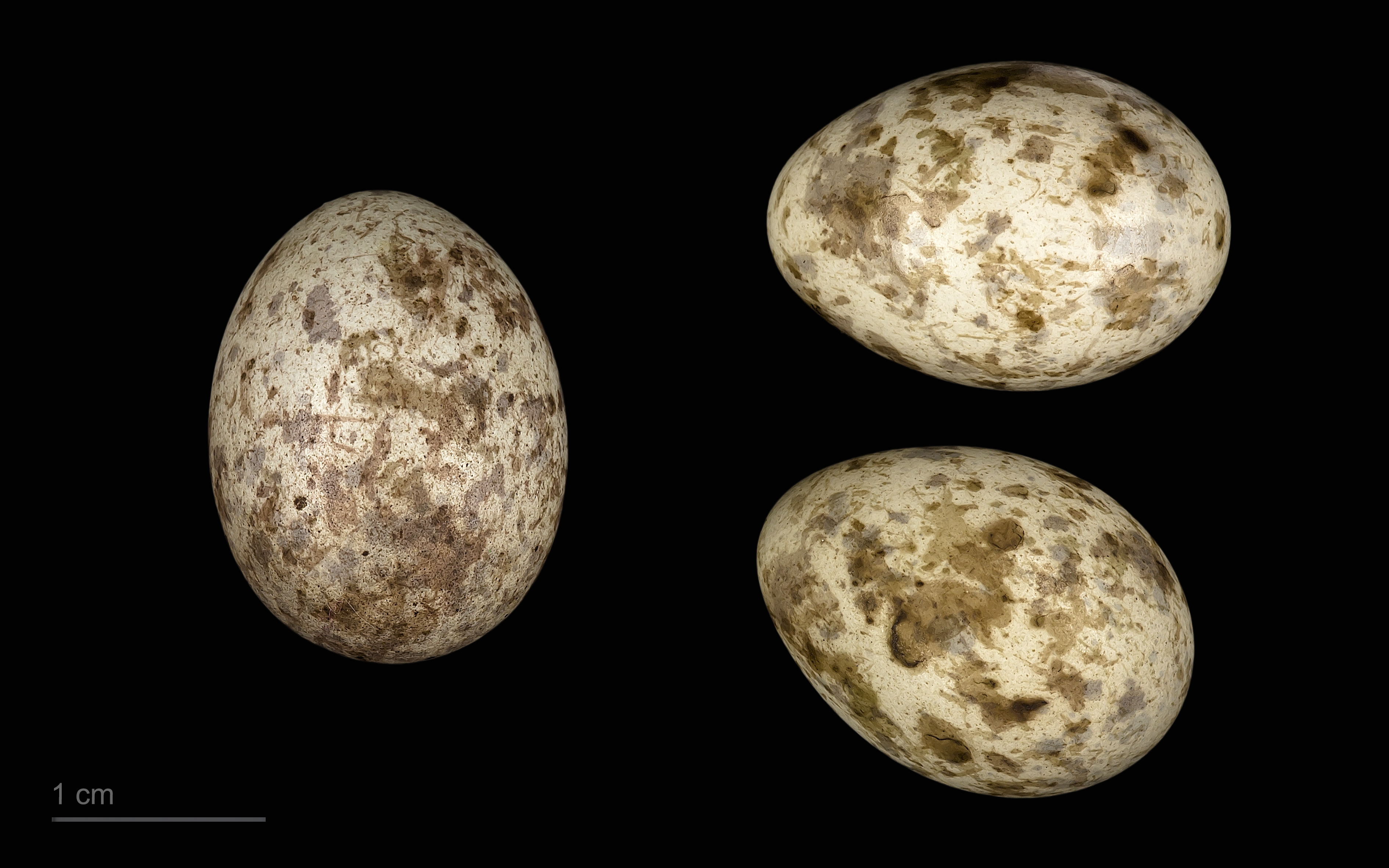
Jajo kukułki i jaja gajówki

Od złożenia ostatniego jaja trwa 13–14 dni. Wysiadują i opiekują się młodymi oboje rodzice. Ptaki często wysiadują jajo kukułki. Młode mają brudnoczerwone wnętrza paszcz o żółtobiałych brzegach. Na ich języku widać niewyraźnie dwie długie, szare plamy (u niektórych osobników nawet ich nie ma). Pisklęta opuszczają gniazdo po 12–14 dniach, czasem nawet wtedy, gdy nie potrafią jeszcze latać. Choć gajówki wyprowadzają jeden lęg w ciągu roku, to samiec może budować drugie gniazdo, którego potem ptaki nie wykorzystują.

## Pożywienie
Drobne i miękkie owady we wszystkich stadiach rozwojowych zbierane z gałązek i liści krzewów oraz drzew, natomiast jesienią i w czasie migracji jedzą dużo mięsistych owoców roślin drzewiastych, jagód, zwłaszcza bzu czarnego, podobnie jak inne gatunki z rodzaju Sylvia.

## Status i ochrona
IUCN uznaje gajówkę za gatunek najmniejszej troski (LC, Least Concern) nieprzerwanie od 1988 roku. Liczebność światowej populacji, wstępnie obliczona w oparciu o szacunki organizacji BirdLife International dla Europy z 2015 roku, mieści się w przedziale 41–68 milionów dorosłych osobników. Globalny trend liczebności populacji uznawany jest za spadkowy.
Na terenie Polski gajówka jest objęta ścisłą ochroną gatunkową. Na Czerwonej liście ptaków Polski została sklasyfikowana jako gatunek najmniejszej troski (LC). Według szacunków Monitoringu Pospolitych Ptaków Lęgowych, w latach 2013–2018 krajowa populacja gajówki liczyła 374–512 tysięcy par lęgowych. Trend liczebności polskiej populacji od początku XXI wieku jest spadkowy.
Przyczynami obserwowanego spadku liczebności gajówki są prawdopodobnie zmiany siedliskowe i klimatyczne, a także konkurencja ze wzrastającą liczebnie i zajmującą podobne siedliska kapturką (samce tych gatunków nie tolerują się wzajemnie).